# Bulevar de Sabana Grande
El Bulevar de Sabana Grande es un importante sector de esparcimiento y compras ubicado en la parroquia El Recreo, municipio Libertador, de Caracas - Venezuela. Recientemente[¿cuándo?] pasó por un proceso de rehabilitación a cargo de PDVSA Centro de Arte La Estancia.

## Historia

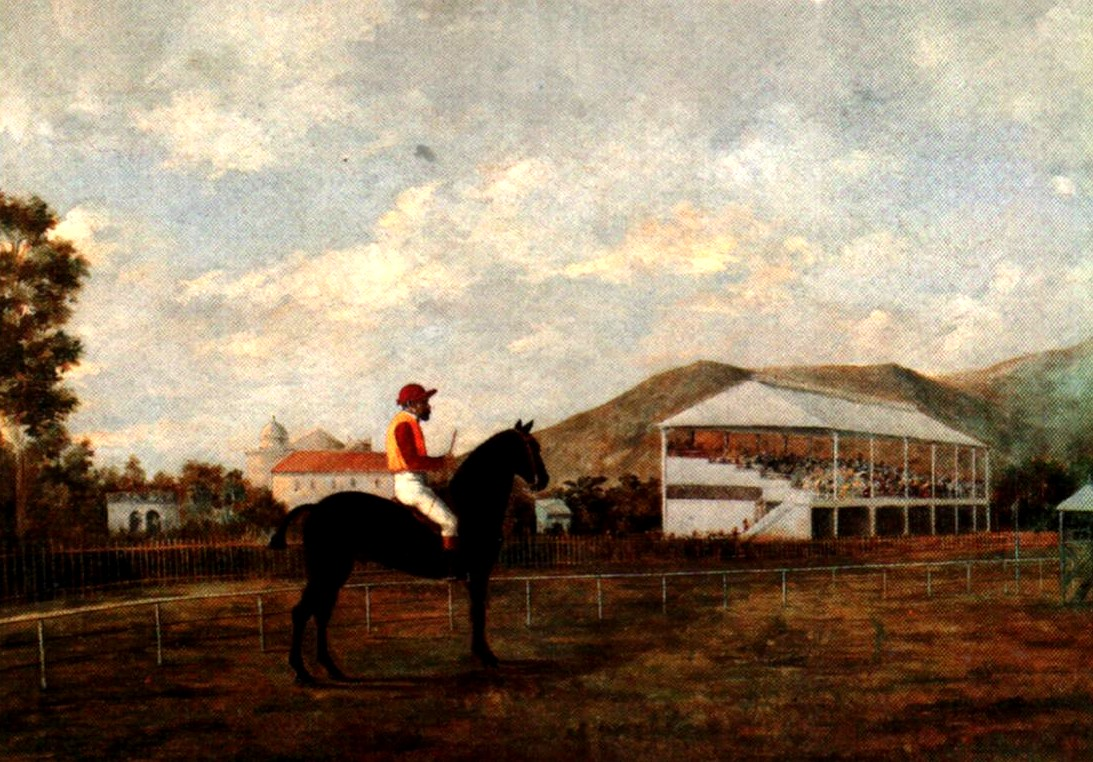
Antiguo Hipódromo de Sabana Grande hacia 1896, plasmado en cuadro de Arturo Michelena

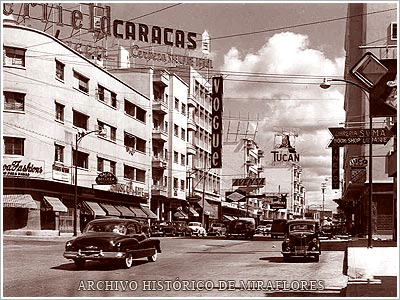
Sabana Grande c. 1954

Para el año 1743, el sector se denominaba Calle Real de Sabana Grande y enlazaba al casco central de Santiago de León de Caracas con las haciendas ubicadas hacia el este, desde donde se trasladaban las personas a caballo y transitaban en mula los alimentos cultivados.
Hacia 1852, la zona fue elevada a parroquia por las autoridades caraqueñas de la época, lo que sirvió para que superara su condición de caserío, dado el importante número de habitantes y edificaciones que albergaba.
Para 1881, inicia el funcionamiento de la tercera línea tranvías de Caracas conocida como El Central que tenía una ruta entre la Campiña - Sabana Grande y cuyo pasaje era 5 centavos de Bolívar. El transporte automotor de pasajeros no entra en servicio sino hasta el año 1912, cuando Segundo Jordad, propietario de una cochera, solicita el permiso para el funcionamiento de una línea entre Plaza Bolívar de Caracas y Petare y atravesaba toda la calle real de Sabana Grande.
También hacia finales de siglo XIX funcionó en la zona el Hipódromo de Sabana Grande administrado por el Jockey Club de Caracas y dentro sus directivos se encontraba el destacado artista plástico Arturo Michelena, dicho hipódromo funciona en la zona hasta el año 1906 cuando se muda el hipódromo a la urbanización en El Paraíso. Posteriormente, en 1951, inició la construcción de la avenida Abraham Lincoln, que con el tiempo comunicaría al sector de La Florida y la avenida Libertador, con el sector Bello Monte, de norte a sur. A partir de 1960, esta avenida fue tomando su estatus de centro de desarrollo comercial capitalino, al llenarse de tiendas, restaurantes y cafés al aire libre, a la que empezaron a asistir los intelectuales y las personalidades del momento. Desde 1968, dichos intelectuales comenzaron a gestar el movimiento cultural denominado la República del Este que tomó los espacios.
Con la llegada del Metro de Caracas al lugar, cuya construcción inició en 1975, empezó a llegar un nuevo contingente de caraqueños a disfrutar del lugar y hacerlo un sitio de recreación masiva. construcción de la segunda etapa de este bulevar que se comenzó a extender, de oeste a este, a partir de la original Calle Real hasta llegar a las inmediaciones de Chacao. Desafortunadamente, los gobiernos de la época descuidaron el mantenimiento y ornato del bulevar, hasta dejarlo en manos de la anárquica economía informal que fue tomando el lugar en detrimento de la transitabilidad peatonal y que contribuyó a que decayera como punto comercial urbano. Este hecho hizo posible que las empresas constructoras privadas iniciarán la migración de los caraqueños a los centros comerciales y malls que se popularizaron a finales de los años noventa, lo que de alguna manera, con la anuencia de las autoridades públicas, «secuestró» el uso del espacio público en la ciudad de Caracas en la primera década del siglo XXI. En 2007, en función del valor patrimonial e histórico del Bulevar de Sabana Grande, el gobierno venezolano encargó la recuperación integral del paseo a la principal industria del país, al Gobierno del Distrito Capital y la Alcaldía del Municipio Libertador (o Alcaldía de Caracas).

## Valor Patrimonial
El Bulevar de Sabana Grande alberga lugares y edificaciones de alto valor histórico, cultural y patrimonial, los cuales se hallan entre lo más destacado de la arquitectura moderna del siglo XX venezolano. El cine Radio City, la Torre Phelps, el edificio Polar, la Torre Capriles, la Torre Centrum, la Torre Lincoln, el Centro Empresarial, el teatro del Este,la antigua Bomba Shell, el edificio La Previsora, y el edificio Los Andes, entre otros, son parte de esa memoria urbana, de referencia obligatoria de la Parroquia El Recreo. El bulevar de Sabana Grande es además sede de la colección ornitológica más importante de América Latina: el museo ornitológico William Phelps. A ellos se suman establecimientos como el Gran Café fundado por Henri Charriere o el Pasaje Galerías Bolívar, además del Callejón La Asunción, restaurantes, comercios y librerías que evocan los mejores momentos de la historia política, social y cultural del país. PDVSA Centro de Arte La Estancia, en el proceso de recuperación del bulevar (2011), logró identificar un total de nueve inmuebles patrimoniales en el segundo tramo del paseo peatonal, entre los cuales destacan los edificios Arismendi, Manaure, Araure, Acapulco, Continental y La Asunción, además del Centro Comercial del Este.

## Galería

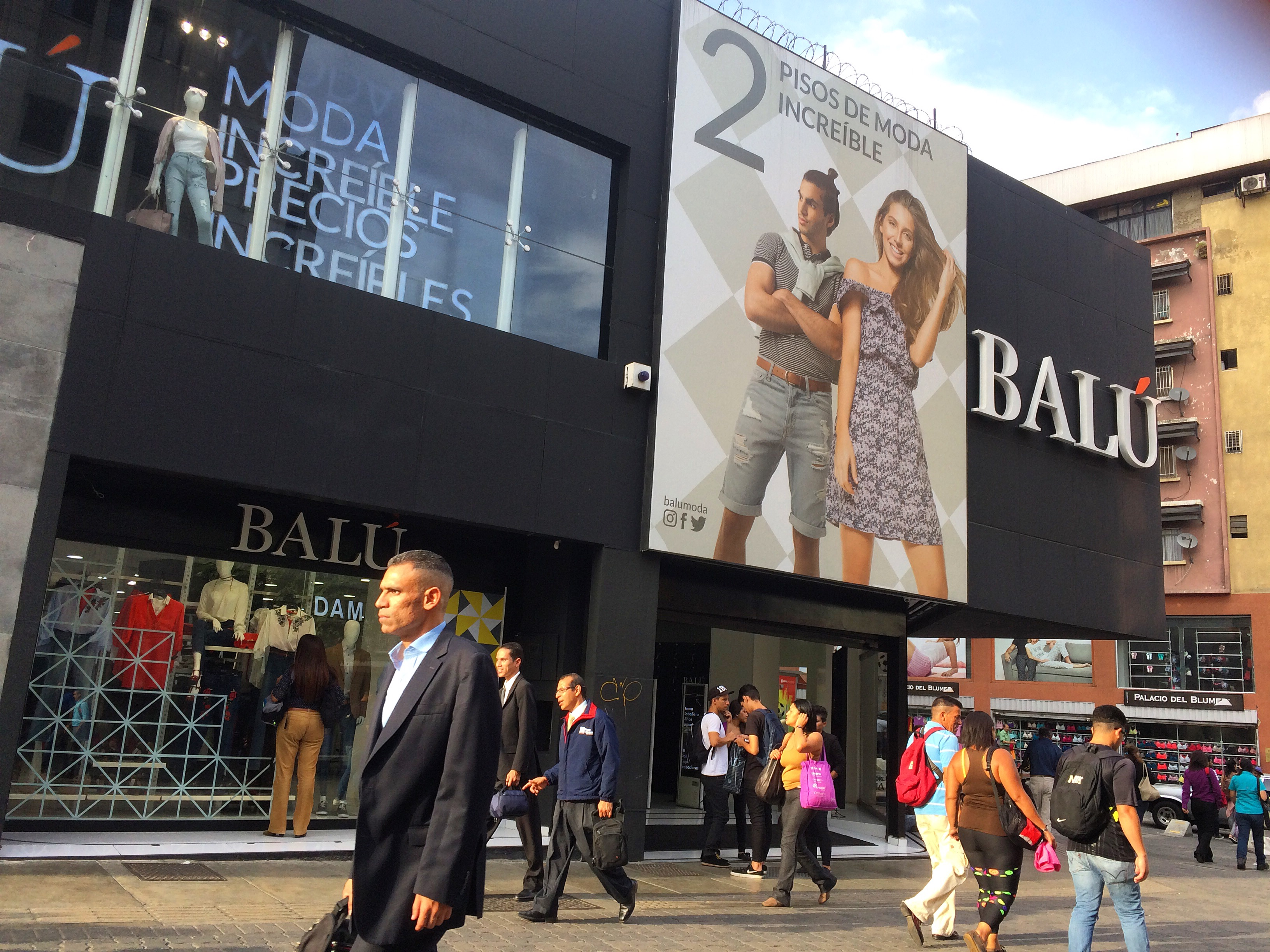
Bulevar de Sabana Grande. Compras Balú H&M
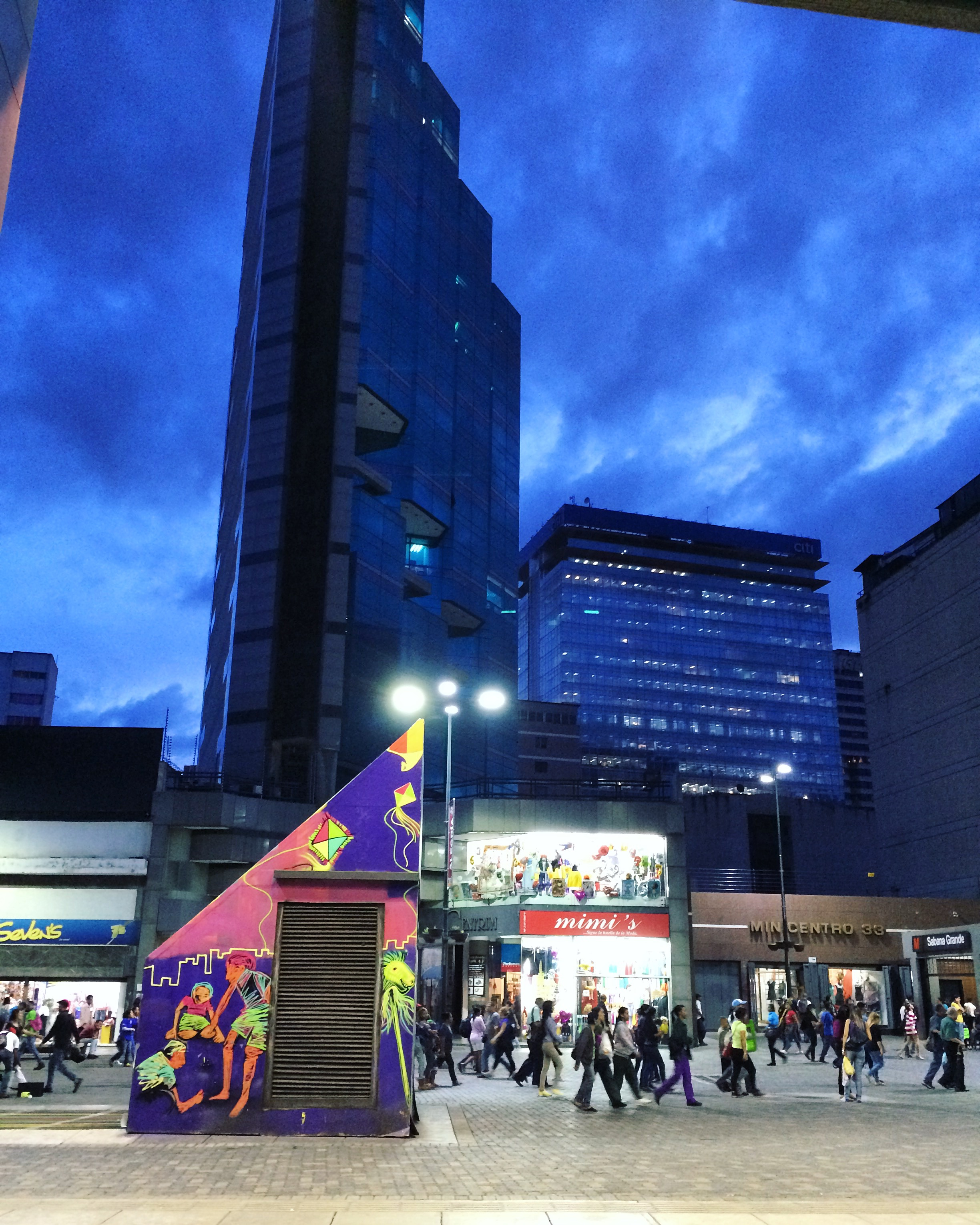
Sabana Grande de noche (2017)
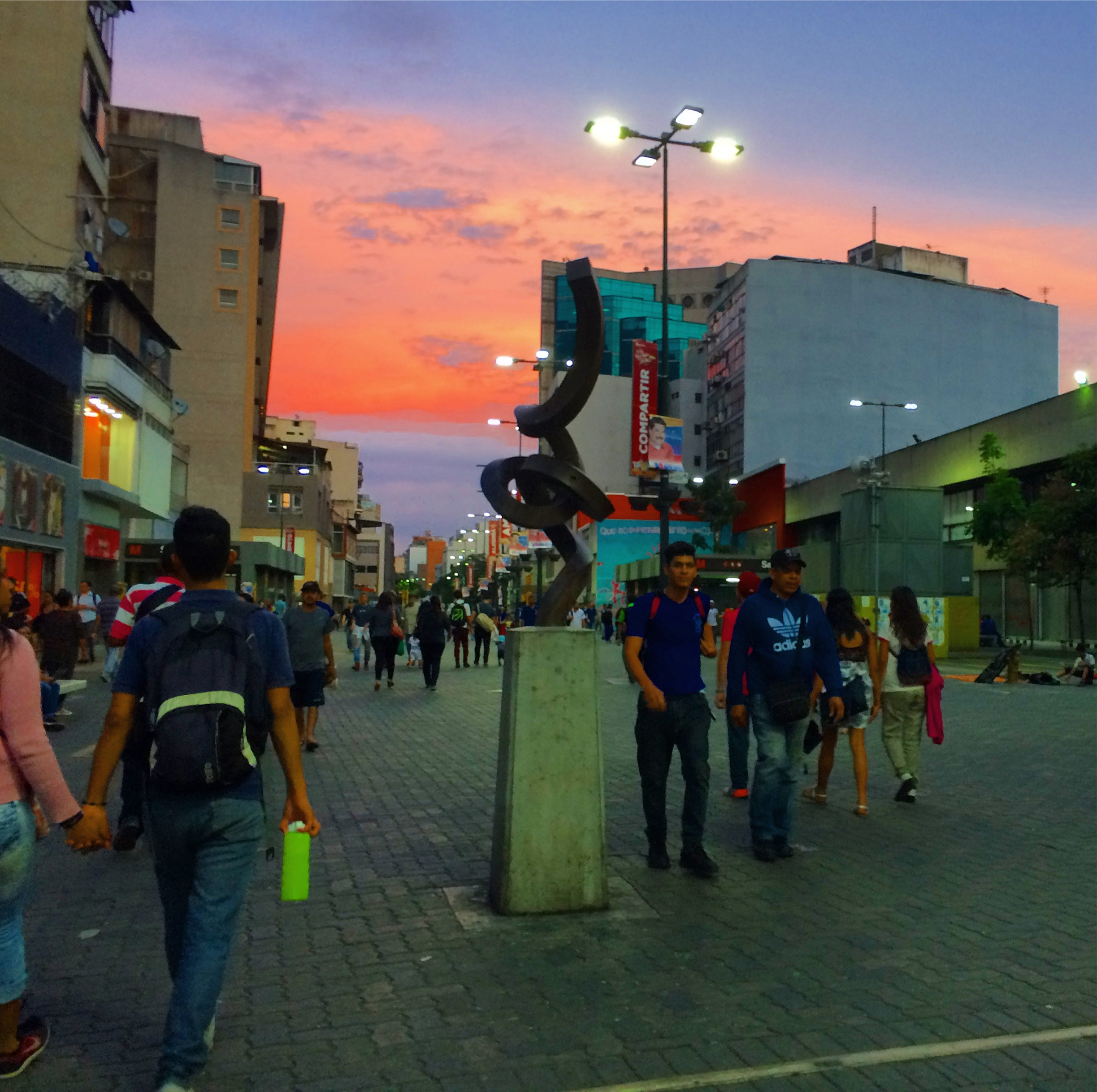
Obra de arte Anemoi, ubicada en el corazón del bulevar de Sabana Grande en Caracas